# Joachim Löhr
Joachim „Jochen“ Löhr (* 21. Oktober 1951 in Heidelberg; † 5. Juni 2009 in Wien) war ein deutscher Orthopäde.

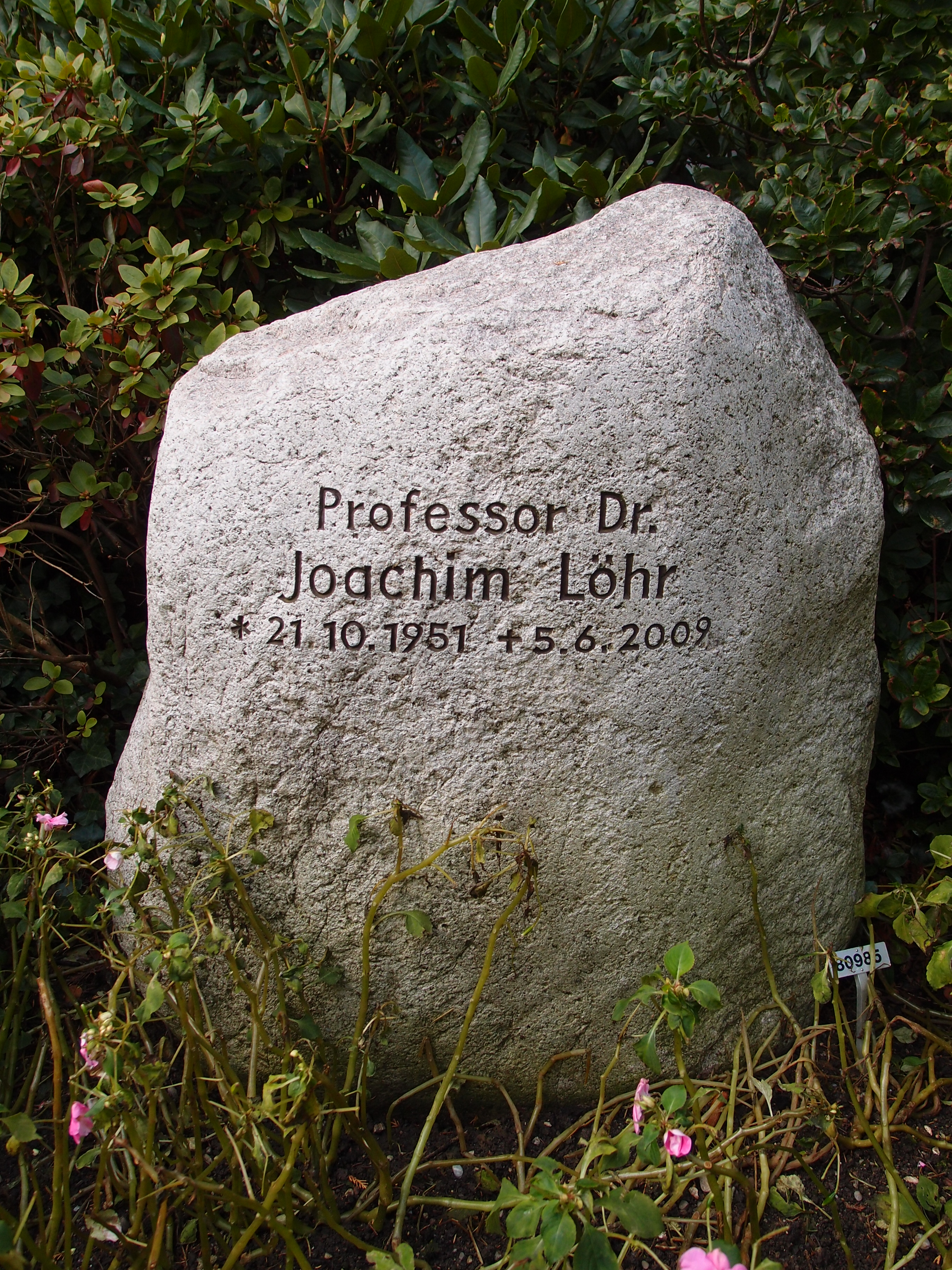
Grab von Joachim Löhr auf dem Friedhof Fluntern in Zürich

## Leben
Als Sohn von Berthold Löhr und Urenkel von Johann von Mikulicz in eine Medizinerdynastie geboren, besuchte Löhr das Internat Louisenlund. Ab 1971 studierte er  Humanmedizin an der Christian-Albrechts-Universität Kiel. Im ersten Semester renoncierte er beim Corps Holsatia. Seine Dissertation schrieb er bei Heinz Lüllmann in der Kieler Pharmakologie. Nach dem Staatsexamen 1977 diente er als Stabsarzt bei den Marinefliegern. 1979 ging er für ein Jahr an die Wilhelm-Schulthess-Klinik in Zürich.

### Kanada
1981 folgte er dem Vater und seiner zweiten Frau nach Kanada für eine einjährige Fellowship in Toronto. Er blieb länger und erhielt seine orthopädische Ausbildung mit dem Schwerpunkt Schulterchirurgie bei Hans K. Uhthoff in Ottawa. Nachdem er 1986 die Prüfung für die Fellowship des Royal College of Physicians and Surgeons of Canada bestanden hatte, wurde er in die Staff der Universitätsklinik aufgenommen. Er erhielt zahlreiche Auszeichnungen und wurde Assistant Professor. Seinem Mentor Norbert Gschwend verbunden, kam er als Travelling Fellow für einige Monate wieder nach Zürich.

### Würzburg und Zürich
Sieben Jahre nach dem Tod seines Vaters kehrte er 1991 mit seiner Frau und den drei Kindern nach Deutschland zurück. 1993 habilitierte er sich bei Jochen Eulert an der Julius-Maximilians-Universität Würzburg und wurde Privatdozent. Seit 1995 Chefarzt für Schulter- und Hüftchirurgie an der Schulthess-Klinik in Zürich, engagierte sich in der entstehenden European Federation of National Associations of Orthopaedics and Traumatology (EFORT). Bei der Vorbereitung ihres ersten Kongresses in Paris unter Jacques Duparc wurde Löhr die Leitung des wissenschaftlichen EFORT-Komitees anvertraut.

### Rückkehr über Lübeck und Hamburg
2001 folgte er dem Ruf auf den orthopädischen Lehrstuhl der Medizinischen Universität zu Lübeck. Ein Jahr später ging er als Ärztlicher Direktor an die Hamburger Endo-Klinik. Dort organisierte er mehrere Tagungen der Norddeutschen Orthopädenvereinigung. Löhr engagierte sich auch in der deutschen und in der schweizerischen Fachgesellschaft für Orthopädie. 2000 eröffnete er die Bone and Joint Decade in Genf. Er kehrte im Herbst 2008 zu seiner Frau und den drei Kindern in Zürich zurück und arbeitete in der neuen Privatklinikgruppe Hirslanden. Löhr starb während des Wiener EFORT-Kongresses 2009.
Die Deutsche Vereinigung für Schulter- und Ellenbogenchirurie vergibt seit 2012 den Jochen-Löhr-Preis.